# Bullerengue
Le Bullerengue est un genre musical et de danse à forte composante scénographique de la côte caribéenne de la Colombie et de la province du Darién au Panama, interprété principalement par les descendants des marrons qui habitaient San Basilio de Palenque, connu comme le « premier peuple libre d'Amérique latine ». La tradition musicale se transmet de génération en génération, car à presque tous les moments de la vie quotidienne, la musique occupe une place importante et traditionnelle. Une chanteuse improvise des vers et les autres répondaient en chœur. Le chant est rythmé par deux tambours, alegre et llamador, battus par des hommes. Le tambor alegre, joue le rythme du bullerengue tandis que le tambor llamador, plus petit, marque le tempo,. En raison de son caractère représentatif de l'identité afro-colombienne, cette pratique culturelle constitue une contribution importante en tant qu'expression de la diversité culturelle du pays.

## Origine et histoire

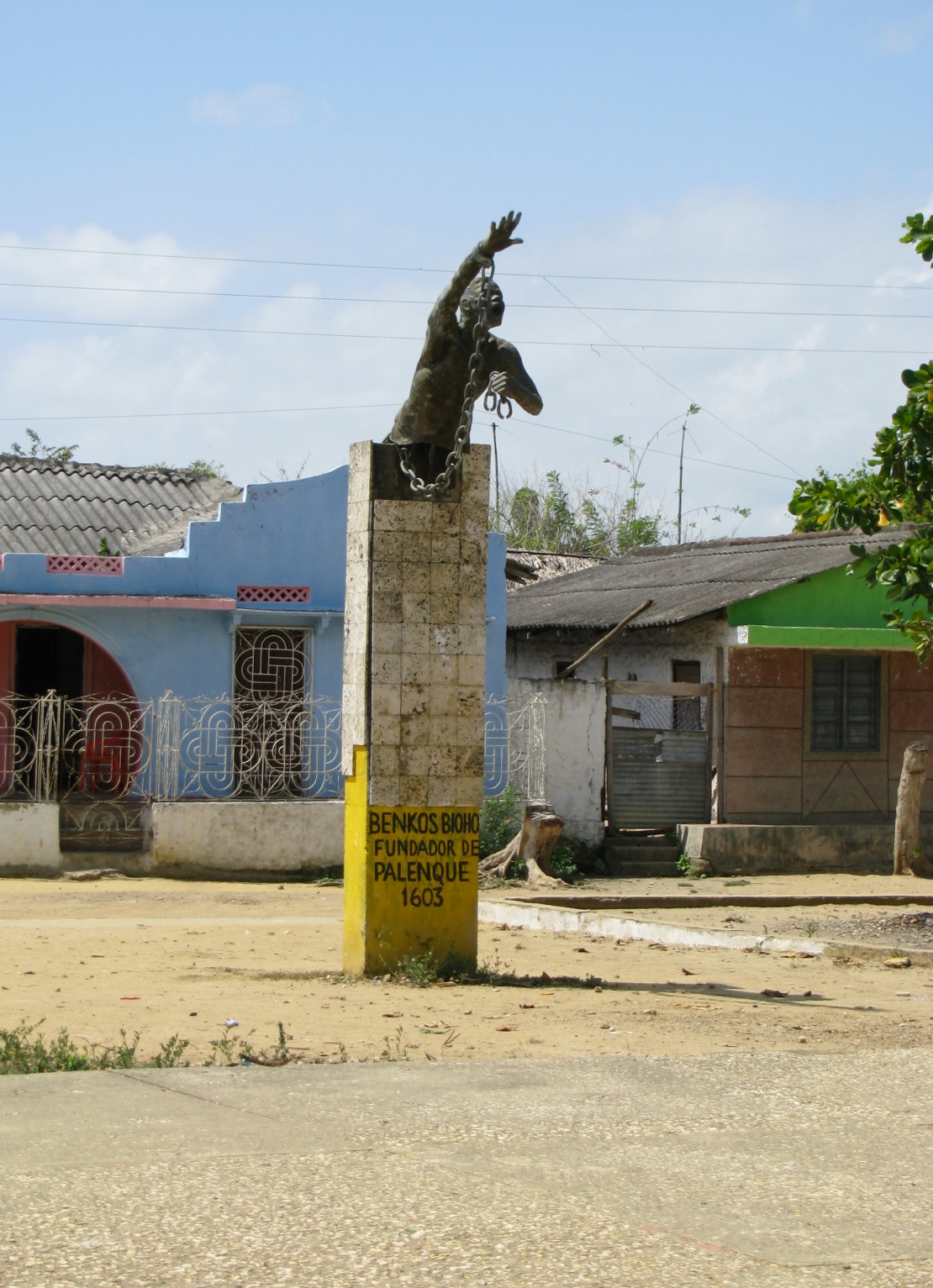
Statue de Benkos Biohó sur la place principale de Palenque

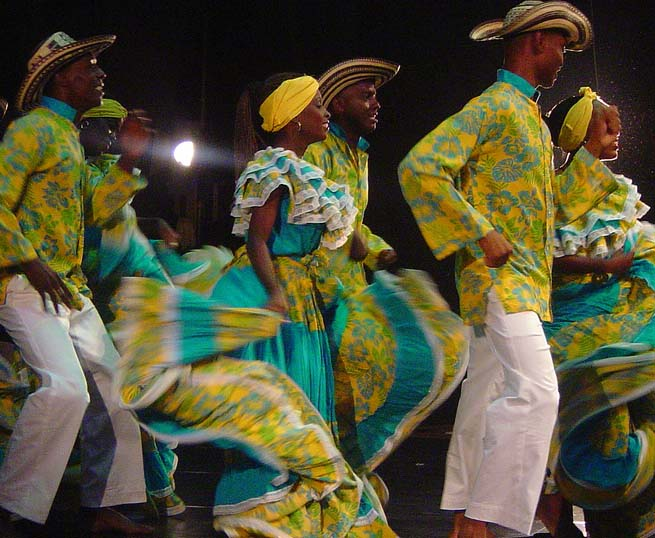
La culture palenquera mélange les traditions africaines et créoles.

Les rites afro-colombiens qui ont influencé une grande partie de la côte caraïbe de la Colombie et d'autres endroits du pays ont pour but la commémoration d'un événement ou d'un rite funéraire. Tout comme la musique et la langue créole, la danse est la reconnaissance de la culture, de la coexistence, de l'ethnicité et l'abolition de l'esclavage. On considère que cette pratique du bullerengue est apparue dans les zones entourant le Canal del Dique, près de Carthagène, dans les villages peuplés de noirs fuyant l'esclavage, principalement dans la région de Barú. Le bullerengue se serait ensuite propagé aux territoires de Cordoue et d'Urabá par le biais des migrations. Le mot « bullerengue » vient de l'union de « bulla » et « arenga », c'est-à-dire « bullarenga ». Au début, les esclaves en fuite utilisaient des tambours féminins et appelants, à travers le bruit des tambours et des paumes des mains, ils célébraient également leur liberté.
Le palenque désignait une sorte de camps fortifiés abritant un mélange d'esclaves libérés et de cimarrones (esclaves fugitifs) où les pratiques culturelles africaines étaient préservées. À l'origine, le bullerengue célébrait les rites de puberté chez les jeunes, mais aujourd'hui, il symbolise la fertilité féminine. On pense qu'il est né au palenque de San Basilio dans le département de Bolívar. Au début du XVIIe siècle, l'esclave Benkos Biohó organise une armée de fugitifs dans les monts de María au sud de Carthagène. Il réussit à dominer toutes les montagnes de la Sierra María dans le département de Bolívar, son but étant de conquérir Carthagène. En 1605, Benkos Biohó et le Gouverneur de Carthagène, Suazo, signent un traité de paix qui reconnaît l’autonomie du Palenque de la Matuna. En 1608, il fonde Le palenque de San Basilio qui est encore aujourd'hui l'un des principaux lieux d'expression de la culture afro-colombienne.
L'espace culturel de Palenque de San Basilio recouvre des pratiques sociales, médicales et religieuses ainsi que des traditions musicales et orales qui ont pour la plupart des racines africaines. Cette pratique se caractérise par être une danse chantée qui'est exclusivement exécutée que par des femmes. Dans la tradition bullerenguera, la chanteuse est une matriarche respectée : une connaisseuse de chants, de mythes et de légendes, de phytothérapie traditionnelle et de prières, qui guide sa communauté à travers la musique.
Le palenquero pourrait être apparu dès le début du XVIIe siècle à Carthagène des Indes, mais est attesté de manière certaine à partir de 1772, lors de la description faite par Diego de Peredo (en) dans sa Noticia historial de la provincia de Cartagena de Yndias, año de 1772. La langue des Palenqueros a longtemps été stigmatisée. Il y a encore quelques années, il était interdit aux garçons et aux filles de parler à l'école la langue qu'ils avaient apprise à la maison. Il était considéré comme un espagnol mal parlé. Cette attitude s’inscrit dans une longue histoire de discrimination envers les descendants d’Africains à travers le monde. Cependant, aujourd'hui, des projets sont réalisés pour que les enfants et les jeunes palenqueros apprennent leur langue à l'école en même temps que l'espagnol,.
Bien qu'au XXIe siècle, le bullerengue est l'un des emblèmes dans la construction de l'identité colombienne, sa pratique est restée secrète du profil culturel du pays pendant plus d'un siècle, pratiquement non documentée. De par son caractère représentatif de l'afro-colombianité, le bullerengue constitue un apport important en tant qu'expression de la diversité culturelle du pays,.
Cependant, au fil du temps, le bullerengue a été menacés par l’influence de la musique populaire internationale et le manque de soutien aux artistes locaux. Pour garantir la pérennité de ces formes de musique et de danse, il est important de leur apporter le soutien et la promotion nécessaires.
En 2005, « L'espace culturel de Palenque de San Basilio » était proclamé « chef-d'œuvre du Patrimoine Oral et Immatériel de l'Humanité » par l'UNESCO.
Des musiciens comme Urián Sarmiento Obando ont joué un rôle important dans la recherche sur la musique colombienne. Avec sa partenaire Lucia Ibáñez, il a partagé des connaissances et créé des ponts non seulement entre institutions et enseignants mais aussi entre apprentis et fans de cette musique. Cela a été possible en 2009 grâce à la promotion de son label « Sonidos Enraizados », qui vise à la fois à partager et à diffuser les connaissances, ainsi qu'à offrir des opportunités,.
L'un des processus de promotion les plus intéressants a émergé en 2013 avec la création de la « route du Bullerengue », un projet visant à développer les processus artistiques et culturels et le développement de toute la région d'Urabá ; Il comprenait la réalisation d'activités liées à la gestion, à l'entrepreneuriat, à la formation musicale et à la préservation de la mémoire et du patrimoine culturel.

## Description
Le bullerengue est l'une des rares chansons exclusivement féminines dans la musique traditionnelle colombienne. Au niveau vocal, le chant est dirigé par un maître de cérémonie et repose sur la narration d'une histoire à travers des questions et réponses en dixièmes et en lignes fragmentées. Le chant est accompagné de deux tambours, le alegre et le llamador, qui ne peuvent être joués que par des hommes. Le rythme est bien marqué, autonome, nettement africain, exécuté par des tambours. Les jeunes femmes sortent d'affilée vers le patio en frappant les mains en l'air, d'un petit pas, semblable à celui de la cumbia et en position verticale. Le costume est pareil dans toute la région: jupes longues et fleuries avec chemisiers et manches bouffantes avec boucles et sans boucles. Un foulard est porté autour du cou et la coiffure était ornée de fleurs d'hibiscus rouges ou blanches.

### Bullerengue, féminisme et LGBTIQ+
Selon Roberto Torres, responsable du Festival Onirique des Libertés, « certaines cantadoras (chanteuses) y parlent de la lutte féministe et des problématiques de genre »,. La Morena del Chicamocha, le projet de l'auteur-compositeur-interprète de Santander Gerson Morena, s'engage dans la musique traditionnelle colombienne. Elle fait partie de la communauté LGBTIQ+ et porte-parole des dissidents. Avec son chant et son discours, elle a envoyé un message nécessaire sur l’importance pour tous d’accepter et de soutenir les femmes trans des territoires ruraux, car « être LGBT dans une grande ville n’est pas la même chose qu’être LGBT dans une ville ». Sa musique présente une approche jeune, inclusive, de genre et actuelle, qui permet de comprendre la contemporanéité de la musique traditionnelle. De plus, ce projet promeut l'espace d'enseignement, de création et de promotion du patrimoine oral à travers des ateliers de formation qui permettent, à partir de différentes approches narratives, d'élever la musique traditionnelle caribéenne et afro-colombienne,.

### Organologie
- Tambour llamador (tambour mâle émet un son grave).
- Tambour alegre (tambour femelle émet un son aigu).
- Palmas et tablas (ou gallitos).
- Maracas

## Personnalités
Les chanteuses de bullerengue renommées sont Petrona Martínez, Irene Martínez, Emilia Herrera, Estefanía Caycedo, Etelvina Maldonado, Eulalia González, Pabla Flores et Ceferina Bánquez. Au cours des dernières décennies, Petrona Martínez et Totó la Momposina ont accru la popularité et le succès internationaux de bullerengue, ayant été nommés pour le Latin Grammy Award du meilleur album folk.

### Petrona Martínez
Née en 1939, Petrona Martínez a grandi avec le bullerengue ; sa grand-mère et son arrière-grand-mère étaient de célèbres chanteuses de bullerengue. Elle est l'une des dernières représentantes d'une tradition en voie de disparition. Elle est accompagnée de son fils Álvaro à l'alegre et sa fille Joselina chante les parties chorales. Son fils aîné jouait le llamador,. En 1995, il enregistre son premier album, mais ce sera jusqu'en 1997, date à laquelle son nom deviendra célèbre, d’après l’artiste française, Lissete Lemoine, l’a invitée à être la vedette d’un documentaire sur sa vie et sa musique,. Petrona Martínez et le bullerengue sont donc liés à une série de connotations culturelles, ethniques, raciales et de classe socialement construites et qui confèrent à cet héritage le pouvoir de créer des espaces spécifiques au sein de différents groupes sociaux. Ainsi, pour le marché, les musiques du monde ont constitué un autre produit précieux d'approvisionnement et de variété de la diaspora africaine ; pour l’État colombien, une entité culturelle méritoire au sein d’un agenda politique ; pour la société colombienne, un axe de l'identité nationale ; pour les musiciens traditionnels, une voie à suivre ; et pour les musiciens urbains, un monde d'exploration sonore et d'identité.

### Graciela Salgado
Graciela Salgado Valdez, de Palenque de San Basilio, décédée en 2013 et était la voix principale du groupe palenquera Las Alegres Ambulancias, ainsi que compositrice et chanteuse de diverses chapulas, bullerengues et fandangos. Parmi ses chansons les plus connues figurent Margarita, Macaco mata el toro, Elelé Valdez, Pa' la Escuela nene, Regobbé, Me pó un Mosquito, Me duele et Pájaro de la mar,.

### Etelvina Maldonado
Au sein du bullerengue, le style le plus populaire est le bullerengue sentao, avec un silence instrumental permettant aux chanteurs de chanter des phrases longues et lyriques, en exploitant les intonations et les registres s'ils le souhaitent ; certains avec un sens dramatique de la vie et de ses vicissitudes. Dans ce courant, la principale promotrice est Etelvina Maldonado, également connue sous le nom de « La Telvo » ou « la fille Telvo »,est une chanteuse née le  26 avril 1935 à Santa Ana, (Bolívar) à la voix très délicate et à une manière unique d'interpréter le bullerengue.
Avant de faire partie de la scène artistique bullerengue, Etelvina Maldonado aimait chanter des rancheras, des tangos et des boléros. Il a appris les chansons à la radio et dans les films qu'il voyait dans les théâtres de l'époque à Carthagène des Indes. Elle chantait entre autres 'Angelitos Negros', un boléro interprété pour la première fois par l'acteur et chanteur mexicain Pedro Infante et qui était à l'origine un poème sur la discrimination raciale du poète vénézuélien Andrés Eloy Blanco.
La personne qui l'a conduite à travers le monde du bullerengue était María de los Santos Valencia, leader du groupe Orgullo de Arboletes, avec qui elle a réalisé plusieurs présentations pendant 35 ans,. En 2009, elle se rend en France pour le Festival des Musiques du Monde, par l'intermédiaire du ministère des Affaires étrangères.

### Pabla Flores
Pabla Florez Gonzalez est une chanteuse connue sous le surnom de La Payi, elle est née à María la Baja, Bolívar. Pionnière pour la création de la première école de bullerengue en Colombie,. L'héritage musical de Flores est guidé par l'influence maternelle d'Eulalia Gonzalez Bello, une chanteuse de bullerengue connue. Elle distille l'essence de son héritage dans son premier album, sous la direction du musicien virtuose Boris García,.

### Magín Díaz
Magín Díaz García (30 décembre 1922 – 28 novembre 2017) est un musicien et compositeur colombien. Il est surtout connu pour avoir interprété de la musique traditionnelle de la côte Caraïbe de Colombie et pour avoir composé plusieurs chansons populaires bullerengue comme "Rosa, qué linda eres". Grâce à son récit oral et à sa qualité poétique.
Depuis les années 1980, le musicien et compositeur a reçu des hommages en tant qu'interprète et chanteur lors de festivals dans des municipalités telles que Mompox, Mahates, Marialabaja, Necoclí, Malagana, San Basilio de Palenque, Barranquilla, Carthagène et Cali. En 2017, il a sorti un disque intitulé El Orisha de la Rosa dans lequel d'éminents artistes du pays lui rendent hommage, parmi lesquels Carlos Vives, Totó la Momposina, Petrona Martínez, Gualajo, Celso Piña du Mexique, Bomba Estéreo et 19 autres musiciens.

### Mathieu Ruz Lubo
Mathieu Ruz Lubo, né à Barranquilla, le 2 septembre 1988 est un chanteur traditionnel spécialisé dans la musique bullerengue. Apres des études en langues étrangères à l'Université de l'Atlantique, il devient un chercheur engagé et spécialiste de la tradition orale de sa région, les travaux de Mathieu Ruz ont conquis un public international en rendant hommage aux chanteurs de sa terre natale. Ses performances incluent : le Festival international de folklore Doina Aiudulu à Aiud, en Roumanie; XXII Summerfest 2015 à Százhalombatta, en Hongrie; Festival folklorique interethnique à Subotica, en Serbie,. En mai 2024, il collabore avec le producteur Fabián Hernández pour en fusionnant le son traditionnel avec des sons électroniques.